# Добро море
Добро море (Добро морје) је југословенски и словеначки филм први пут приказан 26. априла 1958. године. Режирао га је Мирко Гроблер а сценарио је написао Ернест Адамич

## Улоге
| Глумац           | Улога                   |
| ---------------- | ----------------------- |
| Ангело Бенетели  |                         |
| Полде Бибич      | Киро                    |
| Јанез Чук        | Јуро                    |
| Макс Фуријан     |                         |
| Хинко Нуцич      | Јаков                   |
| Томаж Песек      | Иве                     |
| Стане Потокар    | Анте Пасквал            |
| Марија Тоциноски | (као Марија Тоциновски) |
| Јанез Врховец    | Рибар Лозич             |

Комплетна филмска екипа  ▼
| Редитељ              | Мирко Гроблер    |                         |
| Сценариста           | Ернест Адамич    | (писац)                 |
| Композитор           | Бојан Адамич     |                         |
| Директор фотографије | Франце Церар     |                         |
| Монтажер             | Радојка Танхофер | (као Радојка Иванцевиц) |
| Сценограф            | Нико Матул       |                         |
| Одсек за звук        | Херман Кокове    | тон мајстор             |